# Miodrag Pavlović

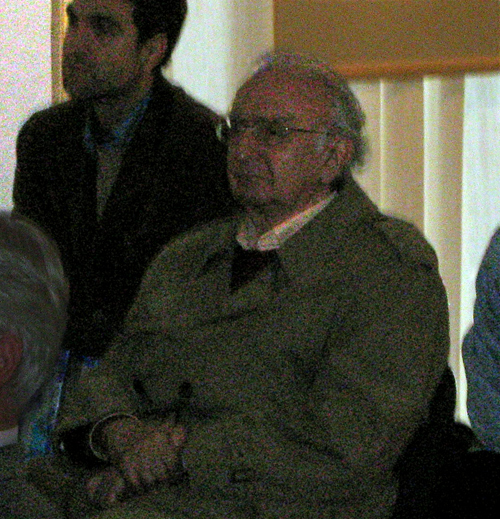
Miodrag Pavlović (2007)

Miodrag Pavlović (*  28. November 1928  in Novi Sad, Königreich Jugoslawien, heute Serbien; † 17. August 2014 in Tuttlingen) war ein jugoslawischer bzw. serbischer Schriftsteller.

## Leben
Pavlović wuchs in Belgrad auf und studierte bis 1954 an der Universität Belgrad Medizin. Er arbeitete als Arzt und ab 1960 als Dramaturg am Belgrader Nationaltheater. Beim Belgrader Verlag Prosveta arbeitete er als Lektor. Er lebte zuletzt in Belgrad und in Tuttlingen. Pavlović schrieb vornehmlich Lyrik. Sein in zahlreiche Sprachen übersetztes literarisches und essayistisches Werk wurde mehrfach ausgezeichnet. Es kreist um die Frage des menschlichen und insbesondere des kindlichen Erinnerns und um Rekonstruierungs- und Umdeutungsprozesse von Erinnerung. Dabei behandelt es die Okkupation Jugoslawiens durch Nazi-Deutschland ebenso wie den Zerfall Jugoslawiens und die neuerliche Bombardierung Belgrads im Jahr 1999. Im deutschen Sprachraum erhielten er und sein Übersetzer Peter Urban 2003 den Preis für Europäische Poesie der Stadt Münster. Pavlović wurde 2012 mit dem Petrarca-Preis ausgezeichnet.

## Schriften in deutscher Übersetzung
- Die sogenannten Toten, Wien: Ed. Korrespondenzen, 2013
- Mißhelligkeiten, alte und neue, Leipzig: Leipziger Literaturverl., 2011
- Paradiesische Sprüche, Wien: Ed. Korrespondenzen, 2007
- Die Bucht der Aphrodite, Frankfurt am Main: Suhrkamp, 2003
- Cosmologia profanata, Wien: Ed. Korrespondenzen, 2003
- Einzug in Cremona, Frankfurt am Main: Suhrkamp, 2002
- Opfer und Tempel, Graz: Literaturverl. Droschl, 1993
- Die Tradition der Finsternis, Weissach im Tal: Alkyon-Verl., 1994
- Gedichte, Aus d. Serb. übers. v. Peter Urban, Frankfurt a. M.: Suhrkamp, 1968